# Jane Caro
Catherine Jane Caro (Londres, 24 de junio de 1957) es una comentarista social feminista, escritora y conferencista inglesa residente en Australia.

## Biografía
Caro nació en Londres el 24 de junio de 1957 y su familia emigró a Australia en 1963. Asistió a la Universidad de Macquarie, donde se graduó con una licenciatura en artes con especialización en literatura inglesa en 1977.

## Carrera
Comenzó su carrera en marketing y posteriormente cambió a publicidad.
Ha aparecido en Sunrise de Channel Seven, Q&A de ABC y como panelista regular en The Gruen Transfer. También ha dado conferencias sobre publicidad en la Escuela de Humanidades y Artes de la Comunicación de la Universidad de Western Sídney. Fue ponente en el Festival de Ideas Peligrosas 2014.
Forma parte de las juntas directivas de la Fundación de Educación Pública de NSW y Bell Shakespeare, y es embajadora del Lobby Nacional Secular.
En 2018, ganó el Premio Mujeres en Liderazgo de los Premios Walkley. Fue nombrada miembro de la Orden de Australia (AM) en los honores del cumpleaños de la reina de 2019 en reconocimiento a su "significativo servicio a los medios de comunicación como periodista, comentarista social y autora".
Se presentó como candidata del Partido Razón para un escaño en el Senado australiano de Nueva Gales del Sur en las elecciones federales de 2022.